# Callcosma abrapatricia
Espèce
Callcosma abrapatricia est une espèce d'opilions laniatores de la famille des Nomoclastidae.

## Distribution
Cette espèce est endémique de la région de San Martín au Pérou. Elle se rencontre dans la province de Moyobamba vers Abra Patrícia.

## Description
Le mâle holotype mesure 3,3 mm et la femelle paratype 3,4 mm.

## Systématique et taxinomie
Cette espèce a été décrite par Pinto-da-Rocha et Bragagnolo en 2017.

## Étymologie
Son nom d'espèce lui a été donné en référence au lieu de sa découverte, Abra Patrícia.

## Publication originale
- Pinto-da-Rocha & Bragagnolo, 2017 : « Cladistic analysis of the family Nomoclastidae with descriptions of a new genus and eight new species (Opiliones, Laniatores). » Invertebrate systematics, vol. 31, no 1, p. 91-123.